# Орден Культурных заслуг (Монако)
Орден Культурных заслуг (фр. Ordre du Mérite Culture) — государственная награда Княжества Монако. Учреждён Высочайшим Указом от 31 декабря 1952 года. Орденом награждают за заслуги в развитии искусств, гуманитарных и естественных наук в Монако или за рубежом, и способствование, таким образом, интеллектуальному развитию княжества.

## Описание
Орден Культурных заслуг имеет три степени.
- Командор, (фр. Commandeur)
- Офицер, (фр. Officier)
- Рыцарь, (фр. Chevalier)